# Диференціювання (алгебра)
В алгебрі диференціювання — операція, що узагальнює властивості різних класичних похідних і дозволяє ввести диференційно-геометричні ідеї в алгебраїчну геометрію. Спершу поняття було введено для дослідження інтегрованості в елементарних функціях алгебраїчними методами.

## Визначення
Нехай {\displaystyle A} — алгебра над кільцем {\displaystyle R}. Диференціюванням алгебри {\displaystyle A} називається {\displaystyle R}-лінійне відображення {\displaystyle \partial :A\to A}, що задовольняє правилу добутку:
{\displaystyle \partial (ab)=(\partial a)b+a(\partial b)}
Більш загально диференціюванням комутативної алгебри {\displaystyle A} із значеннями в {\displaystyle A}-модулі {\displaystyle M} називається {\displaystyle R}-лінійне відображення {\displaystyle \partial :A\to M}, що задовольняє правилу добутку. В цьому випадку {\displaystyle M} називають диференційним модулем над {\displaystyle A.} Множина всіх диференціювань із значеннями в {\displaystyle M} позначається {\displaystyle \mathrm {D} (M)} ({\displaystyle \mathrm {Der} (M)}, {\displaystyle \mathrm {Der} _{R}(A,M)}) і є {\displaystyle A}-модулем. 

## Властивості
- На {\displaystyle \mathrm {D} (A)} можна природно ввести структуру алгебр Лі: {\displaystyle \mathrm {D} _{1},\mathrm {D} _{2}\in \mathrm {D} (A)\implies [\mathrm {D} _{1},\mathrm {D} _{2}]=\mathrm {D} _{1}\circ \mathrm {D} _{2}-\mathrm {D} _{2}\circ \mathrm {D} _{1}\in \mathrm {D} (A)}
- Якщо x1, x2, ..., xn ∈ A, тоді методом математичної індукції:

{\displaystyle D(x_{1}x_{2}\cdots x_{n})=\sum _{i}x_{1}\cdots x_{i-1}D(x_{i})x_{i+1}\cdots x_{n}=\sum _{i}D(x_{i})\prod _{j\neq i}x_{j}}
(остання рівність справедлива, якщо для всіх {\displaystyle i,\ D(x_{i})} комутує з {\displaystyle x_{1},x_{2},\cdots ,x_{i-1}}).
- Зокрема якщо A є комутативною і x1 = x2 = ... = xn, то D(xn) = nxn−1D(x).
- Якщо алгебра A має одиничний елемент 1, то D(1) = 0 оскільки D(1) = D(1·1) = D(1) + D(1). Крім того оскільки D є K-лінійною, для всіх x ∈ K, D(x) = D(x·1) = x·D(1) = 0.
- Якщо k ⊂ K є підкільцем, і A є k-алгеброю, тоді справедливим є включення

{\displaystyle \operatorname {Der} _{K}(A,M)\subset \operatorname {Der} _{k}(A,M),}

## Градуйоване диференціювання
Нехай {\displaystyle A} — {\displaystyle \mathbb {Z} }-градуйована алгебра, градуювання елемента {\displaystyle a\in A} позначимо {\displaystyle |a|}. Правильним аналогом диференціювань в цьому випадку є градуйовані дифференціювання, породжені однорідними відображеннями {\displaystyle \mathrm {D} :A\to A} степеня {\displaystyle |\mathrm {D} |}, що задовільняють градуйованим тотожностям ({\displaystyle \varepsilon =\pm 1}):
{\displaystyle \mathrm {D} (ab)=(\mathrm {D} a)b+\varepsilon ^{|a||\mathrm {D} |}a(\mathrm {D} b)}
Якщо {\displaystyle \varepsilon =1}, то градуийовані диференціювання рівні звичайним. Якщо {\displaystyle \varepsilon =-1}, то їх зазвичай називають супердиференціюваннями. Супердиференціювання утворюють супералгебру Лі відносно суперкомутатора
{\displaystyle [\mathrm {D} _{1},\mathrm {D} _{2}]=\mathrm {D} _{1}\circ \mathrm {D} _{2}-(-1)^{|\mathrm {D} _{1}||\mathrm {D} _{2}|}\mathrm {D} _{2}\circ \mathrm {D} _{1}}
Прикладами супердиференціювань є внутрішнє і зовнішнє диференціювання на кільці диференціальних форм.